# Санта-Мария-ин-Домника
Санта-Мария-ин-Домника,  Малая базилика Святой Марии в Домнике-алла-Навичелла (итал. (Basilica Minore di Santa Maria in Domnica alla Navicella) — римско-католическая базилика в Риме, Италия. Расположена в районе Рима Челио, на вершине на холма Целий, на нынешней площади Пьяцца делла Навичелла. Посвящена Святой Деве Марии. Имеет титул Малой базилики (Basilica Minore), основанной в 678 году папой Агафоном. Название «la Navicella» (Кораблик) происходит от одноимённого фонтана, установленного в 1931 году перед портиком церкви и воспроизводящего монумент XVI в. в виде античного судна (возможно, находившегося в этом месте с древних времен в качестве обетного подношения храму), превращённого в фонтан (Fontana della Navicella) перед церковью по указанию папы Лев X Льва X.
Романтический облик церкви способствовал тому, что жители Рима традиционно используют этот храм для свадебных церемоний.

## Титулярная диакония
Церковь Санта-Мария-ин-Домника является титулярной диаконией, кардиналом-священником с титулярной диаконией Санта-Мария-ин-Домника с 24 марта 2006 года, является американский кардинал Уильям Джозеф Левада. С 28 ноября 2020 года — кардинал Марчелло Семераро.

## История
Античная базилика была построена на этом месте рядом с казармами Пятой когорты легиона римских вигилов (dei Vigiles di Roma) на Целийском холме. Базилика упоминается в записях синода папы Симмаха в 499 году нашей эры. В 678 году она была одной из семи церквей, назначенных дьяконам Агафоном.
Базилика упоминается в актах синода папы Симмаха в 499 году. Она была перестроена с 818 по 822 год при папе Пасхалии I (которому приписывают многие деяния по обновлению и украшению Рима). От этого времени в апсиде сохранилась мозаика.
Название «в Домнике» объясняется по-разному. Одно из толкований связано со значением слова (лат. Dominicum — Господский) в значении «Дом Господа, Церковь».
Другая интерпретация состоит в том, что название восходит к греческому имени «Кириака» (Kyriaka), христианки, которая жила поблизости и чьё имя на латыни означает «принадлежащая Господу» (Dominiса). В ином варианте: от имени Святого Кириака, который в этом месте, около лагеря V легиона, оказывал гостеприимство преследуемым христианам.
Третье толкование заключается в том, что название церкви происходит от латинской фразы «in dominica praedia» (в воскресную собственность). Это единственная из малых базилик Рима, которая служит станционной церковью в воскресенье, а именно во второе воскресенье Великого поста (латинское слово «доминика» означает также «воскресенье»; другая такая церковь — Сан-Панкрацио).
В 1513 году кардинал Джованни ди Лоренцо Медичи (будущий папа Лев X) с помощью архитектора Андреа Сансовино добавил портик главного фасада с тосканскими пилястрами и фонтаном. Церковь перестраивали и украшали в 1513—1517 годах Джулио Медичи, будущий папа Климент VII, а также Фердинандо I Медичи.
Реставрация церкви была проведена в конце XIX века под руководством Бузири Вичи и инженера-архитектора Гаэтано Боноли. 5 марта 1882 года церковь была вновь открыта.

## Архитектура и интерьер церкви
Фасад базилики выполнен в стиле итальянского Возрождения; имеет портик с пятью арками, разделенными травертиновыми пилястрами, простой антаблемент и треугольный фронтон. В центре тимпана изображен герб папы Иннокентия VIII, по сторонам — гербы кардиналов Джованни и Фердинандо Медичи. На неприметной колокольне находится колокол 1288 года. Проект фасада приписывают Андреа Сансовино.
Интерьер базилики сохранил план IX века, имеет три апсиды и состоит из трёх нефов одинаковой длины, разделенных восемнадцатью гранитными колоннами: сполиями античного храма, увенчанными коринфскими капителями. Стена над окнами была расписана Перино дель Вага по эскизам Джулио Романо.
В апсиде сохранилась мозаика времени папы Пасхалия (817—824) с образом Девы Марии, ангелами и папой Пасхалием I (с квадратным нимбом, означающим, что в то время папа был ещё жив), преклоняющим колено перед Мадонной c Младенцем. На триумфальной арке (предваряющей апсиду) — Спаситель посреди двенадцати апостолов; внизу изображены пророки Моисей и Илия. Мозаика характерна очевидной византийской иконографией.
В нижней части апсиды представлены фрески Ладзаро Бальди, изображающие Иоанна Крестителя и апостола Иоанна.
Сохранился кессонный потолок церкви 1566 года с белыми рельефами на голубом фоне, с гербом Медичи в центре с символическими изображениями корабля Льва X как Ноева ковчега и Храма Соломона.
В одном из боковых нефов находятся два древнеримских саркофага, найденных при раскопках, в крипте — остатки построек III века.

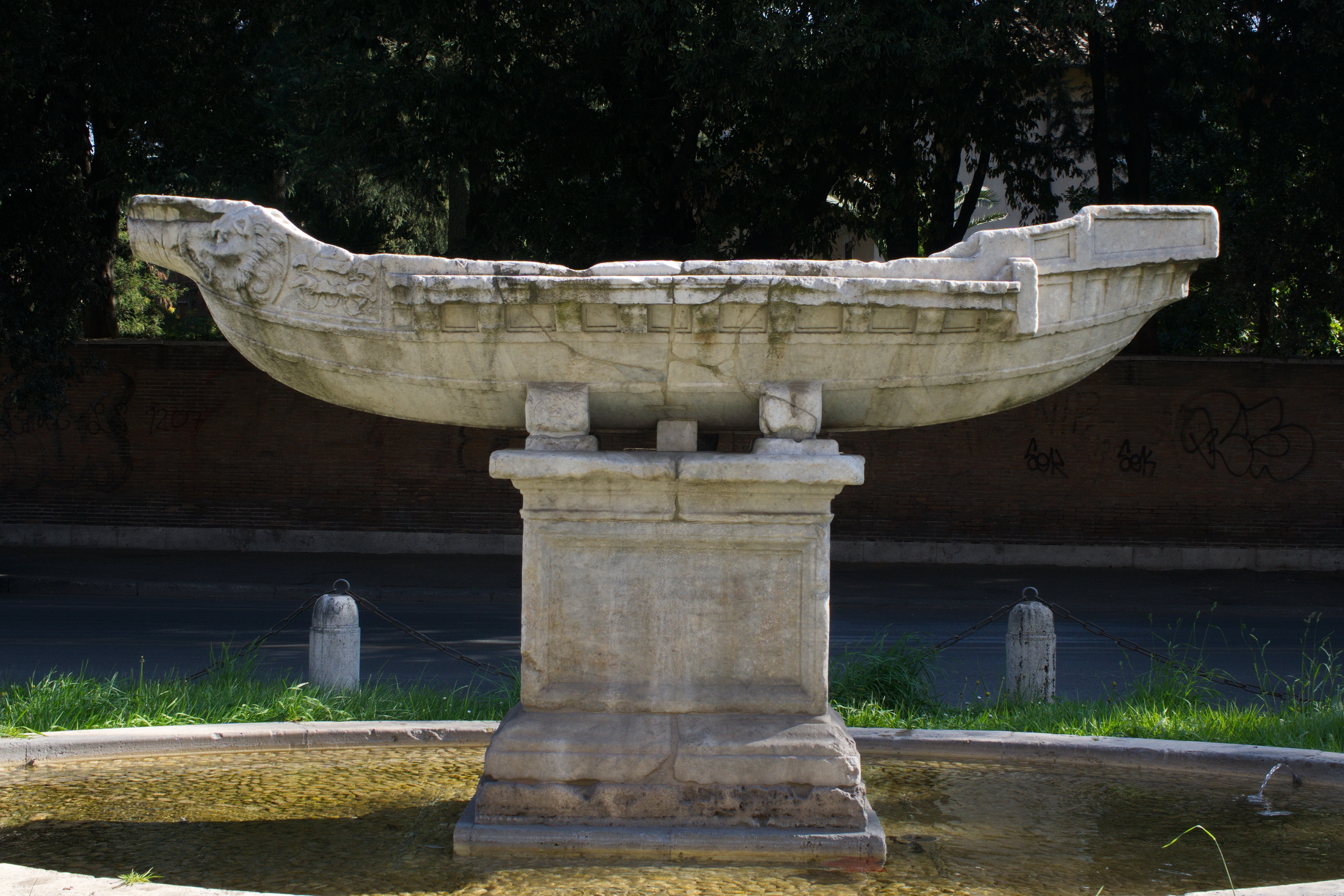
Фонтан «Навичелла»
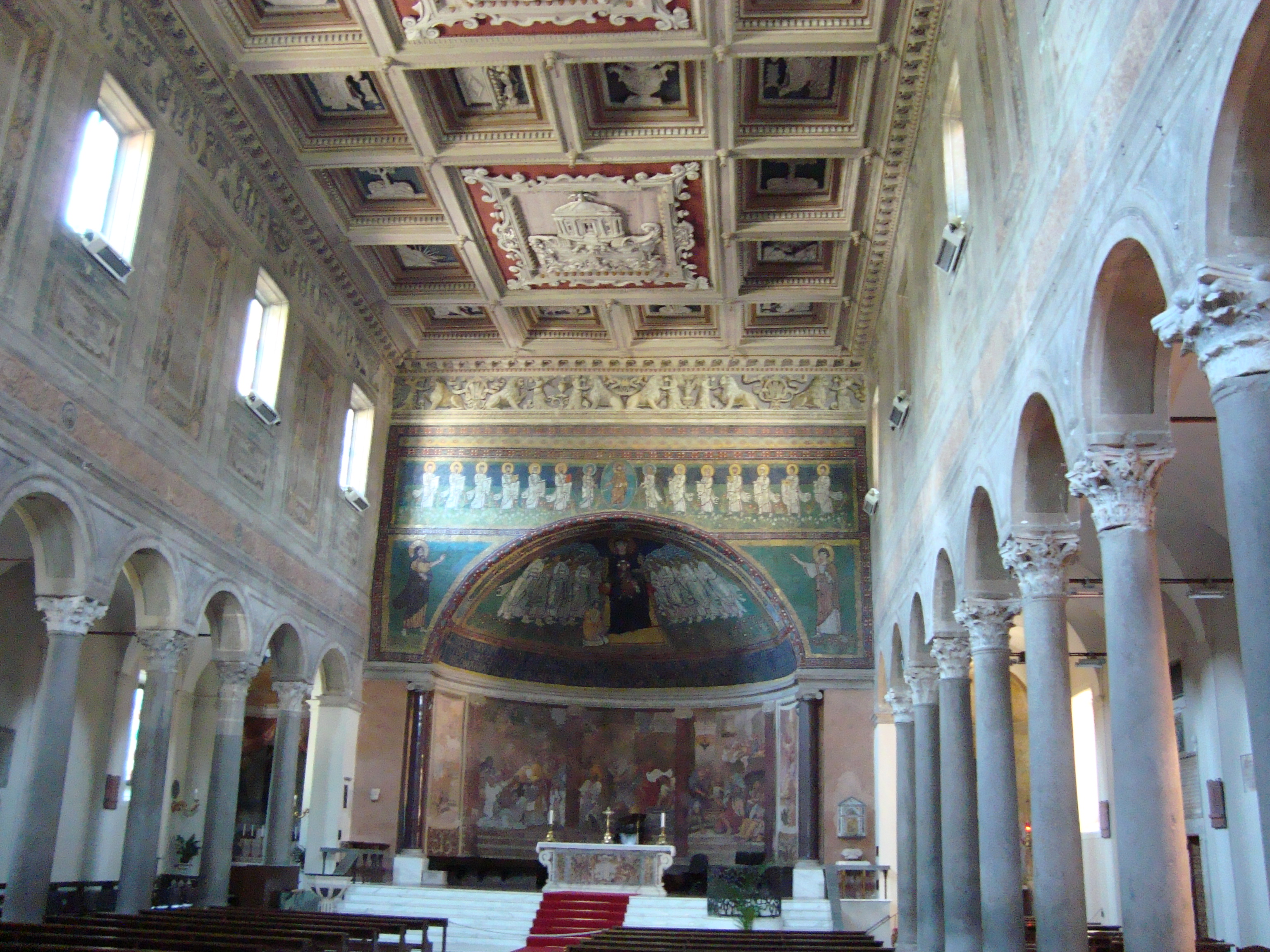
Интерьер
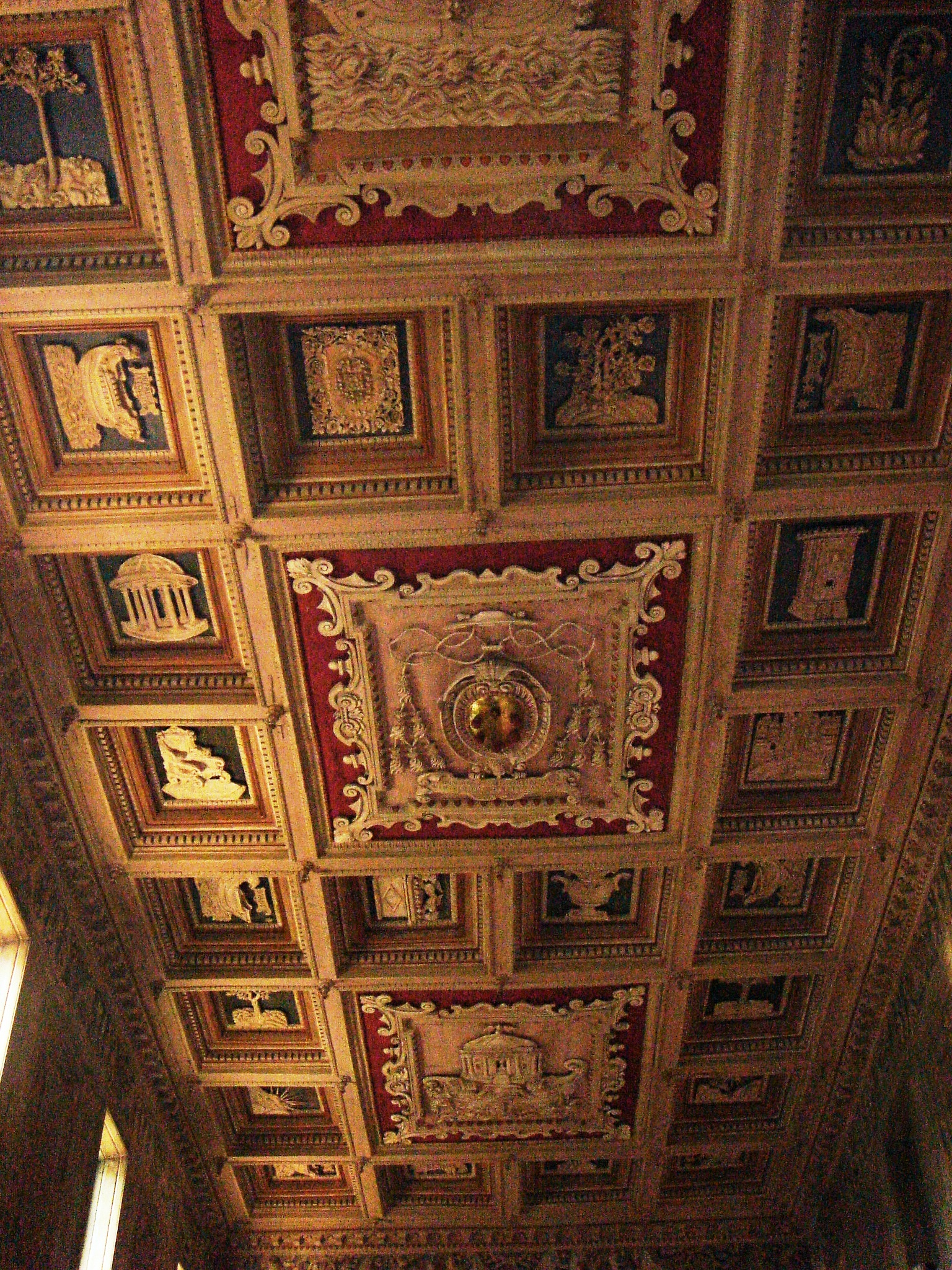
Потолок нефа
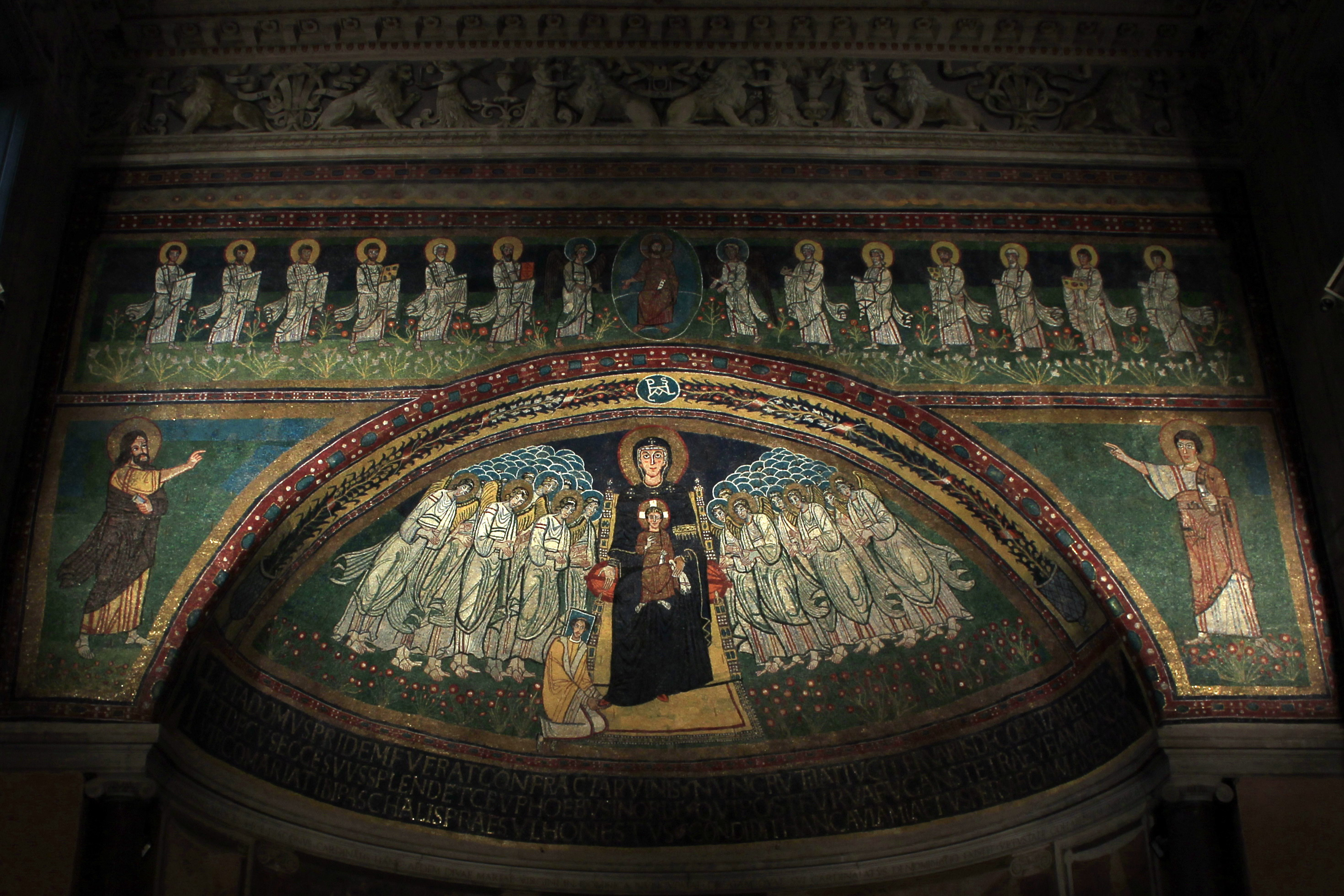
Мозаика триумфальной арки и конхи апсиды
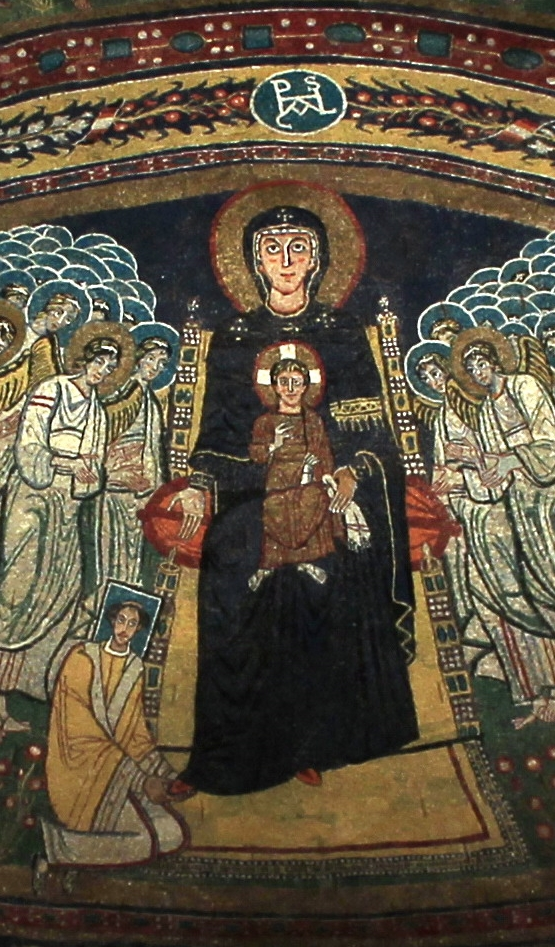
Деталь мозаики